# Fagagna
Fagagna là một đô thị ở tỉnh Udine trong vùng Friuli-Venezia Giulia thuộc Ý, có cự ly khoảng 80 km về phía tây bắc của Trieste và khoảng 13 km về phía tây bắc của Udine. Tại thời điểm ngày 31 tháng 12 năm 2004, đô thị này có dân số 6.095 người và diện tích là 37 km².
Đô thị Fagagna có các frazioni (đơn vị cấp dưới, chủ yếu là các làng) Ciconicco, Villalta, San Giovanni in Colle, Battaglia, và Madrisio.
Fagagna giáp các đô thị: Basiliano, Colloredo di Monte Albano, Martignacco, Mereto di Tomba, Moruzzo, Rive d'Arcano, San Vito di Fagagna.